# Qatar Athletic Super Grand Prix 2014
Doha Diamond League 2014 byl lehkoatletický mítink, který se konal 9. května 2014 v katarské hlavním městě Dauhá. Byl součástí série mítinků Diamantová liga.

## Výsledky
- Archiv výsledků zde [1]

### Muži
| Disciplína             | 1. místo                  | 2. místo                        | 3. místo                      |
| Běh na 200 m           | Nickel Ashmeade 20,13     | Warren Weir 20,31               | Femi Ogunode 20,38            |
| Běh na 400 m           | LaShawn Merritt 44,44     | Youssef Masrahi 44,77           | Pavel Maslák 44,79            |
| Běh na 800 m           | Mohammed Aman 1:44,49     | Nijel Amos 1:44,54              | Ferguson Rotich 1:44,82       |
| Běh na 1500 m          | Asbel Kiprop 3:29,18      | Silas Kiplagat 3:29,70          | Ayanleh Souleiman 3:30,16     |
| Běh na 110 m překážek  | David Oliver 13,23        | Sergej Šubenkov 13,38           | Pascal Martinot-Lagarde 13,42 |
| Běh na 3000 m překážek | Ezekiel Kemboi 8:04,12    | Brimin Kipruto 8:04,64          | Paul Kipsiele Koech 8:05,47   |
| Skok do výšky          | Ivan Uchov 241 cm         | Derek Drouin Erik Kynard 237 cm |                               |
| Skok daleký            | Luis Tsatumas 806 cm      | Luis Rivera 804 cm              | Ignisious Gaisah 801 cm       |
| Hod diskem             | Piotr Małachowski 66,72 m | Vikas Gowda 63,23 m             | Gerd Kanter 62,90 m           |

### Ženy
| Disciplína            | 1. místo                            | 2. místo                    | 3. místo                     |
| Běh na 100 m          | Shelly-Ann Fraserová-Pryceová 11,13 | Blessing Okagbareová 11,18  | Kerron Stewartová 11,25      |
| Běh na 800 m          | Eunice Jepkoech Sumová 1:59,33      | Chanelle Priceová 1:59,75   | Lenka Masná 2:00,20          |
| Běh na 3000 m         | Hellen Onsando Obiriová 8:20,68     | Mercy Cherono 8:21,14       | Faith Kipyegonová 8:23,55    |
| Běh na 400 m překážek | Kemi Adekoyaová 54,59               | Kaliese Spencerová 55,07    | Eilidh Childová 55,43        |
| Skok o tyči           | Nikoleta Kiriakopulu 463 cm         | Yarisley Silvaová 453 cm    | Kristina Gadschiewová 443 cm |
| Trojskok              | Caterine Ibargüenová 14,43 m        | Olga Saladuchová 14,32 m    | Kimberly Williams 14,15 m    |
| Vrh koulí             | Valerie Adamsová 20,20 m            | Julija Leanciuk 18,78 m     | Anita Mártonová 18,32 m      |
| Hod oštěpem           | Martina Ratej 65,48 m               | Kimberley Mickleová 65,36 m | Sunette Viljoenová 64,23 m   |